# Saison de la migration vers le nord
Saison de la migration vers le nord (en arabe موسم الهجرة إلى الشمال / Mawsim al-hijra ilâ ash-shamâl) est un roman arabe de l'écrivain soudanais Tayeb Salih publié originellement en 1966. Classique arabe contemporain et œuvre la plus connue de son auteur,  il fut un temps interdit au Soudan, en raison de ses descriptions sexuelles. L'académie arabe de Damas l'a désigné en 2001 « roman arabe le plus important du XXe siècle ».

## Résumé
Le narrateur, dont on ne connaît pas le nom rentre dans son village natal, au Soudan, après sept années d'études en Europe. L'un des villageois lui est cependant inconnu : Moustafa Saïd, venu de Khartoum, a toutefois réussi à gagner l'estime et l'amitié de tous. Méfiant, le narrateur découvre à la faveur d'une nuit d'ivresse que Moustafa Saïd parle l'anglais. Il amène ce dernier à lui raconter sa vie.
Garçon surdoué, Moustafa Saïd fut l'un des premiers à s'exiler pour étudier à l'étranger, où il acquiert une grande réputation d'économiste humaniste, dans la lignée de Keynes. Mais son passé complexe, traversé par la déchirure entre tradition et modernité, inclut aussi des aventures peuplées de mensonges, avec des jeunes femmes qu'il condamna l'une après l'autre au suicide. La seule exception est Jean Morris qui lui résista, obtint de lui le mariage et lui imposa sa domination, avant qu'il ne l'assassine. Moustafa Saïd fuit cette histoire dans ce village paisible.
Quelque temps après, il périt au cours d'une inondation, par une noyade dont le caractère accidentel ou suicidaire reste incertain. Le narrateur se découvre alors gagné par le passé de Moustafa Saïd, obligé par le rôle que ce dernier lui a confié (prendre soin de sa femme et de ses enfants), et surtout par l'intelligence et le mal émanant du défunt. D'abord sur le ton de l'enquête, puis poussé jusqu'aux confins de la folie, revivant les scènes tragiques de la vie de Moustafa Saïd, le narrateur décide pour finir, alors même que sa vie est en jeu, de faire un choix, le premier véritable choix de son existence : vivre.

## Au Théâtre
- Saison de la migration vers le nord, adapté et mis en scène par Ouriel Zohar avec Mohammed Bakri, rôle pour lequel il a reçu le prix du meilleur acteur au Festival de Théâtre de St-Jean-d'Acre, Israël 1993.

## Éditions
- Beyrouth, Dār al-ʿAwdaẗ, 1969
- Le Migrateur, traduction partielle en français de Fady Noun, préface de Jacques Berque, Paris, La Bibliothèque arabe, coll. « Littératures », Sindbad, 1972
- Traduction intégrale en français de Abdelwahab Meddeb et Fady Noun, Sindbad, La Bibliothèque arabe, coll. « Littératures », 1983
  - Rééd. Arles, Actes Sud, coll. « Babel », 1996